# 田邊友恵
田邊 友恵（たなべ ともえ、1980年9月15日 - ）は、千葉県出身の元女子サッカー選手、サッカー指導者。選手時代のポジションはフォワード。

## 来歴
2002年に結成されたアルビレックス新潟レディースの初期メンバー。レギュラーとしてチームの日本女子サッカーリーグへの加盟、そして1部昇格に貢献した。
2007年シーズン限りで現役を引退。2008年よりJAPANサッカーカレッジレディースの監督に就任。
2008年から2011年3月まで、JFAナショナルトレセンコーチ（北信越担当）に就いた。
2012年より日ノ本学園高等学校（兵庫県）の監督を就任した。
2020年2月25日、ノジマステラ神奈川相模原のアカデミーダイレクターおよびドゥーエ（U-18）監督に就任。
2022年6月、ちふれASエルフェン埼玉の監督に就任した。
2023年7月、サンフレッチェ広島レジーナのアカデミーアドバイザーに就任した。

## 所属クラブ
- 1999年 - 2002年 東京女子体育大学
- 2003年 - 2007年 アルビレックス新潟レディース

## 個人成績
| 国内大会個人成績 | 国内大会個人成績             | 国内大会個人成績 | 国内大会個人成績 | 国内大会個人成績 | 国内大会個人成績 | 国内大会個人成績 | 国内大会個人成績 | 国内大会個人成績 | 国内大会個人成績 | 国内大会個人成績 | 国内大会個人成績 |
| 年度             | クラブ                       | 背番号           | リーグ           | リーグ戦         | リーグ戦         | リーグ杯         | リーグ杯         | オープン杯       | オープン杯       | 期間通算         | 期間通算         |
| 年度             | クラブ                       | 背番号           | リーグ           | 出場             | 得点             | 出場             | 得点             | 出場             | 得点             | 出場             | 得点             |
| 日本             | 日本                         | 日本             | 日本             | リーグ戦         | リーグ戦         | リーグ杯         | リーグ杯         | 皇后杯           | 皇后杯           | 期間通算         | 期間通算         |
| ---------------- | ---------------------------- | ---------------- | ---------------- | ---------------- | ---------------- | ---------------- | ---------------- | ---------------- | ---------------- | ---------------- | ---------------- |
| 2003             | アルビレックス新潟レディース | 16               | 北信越           |                  | 26               | -                | -                |                  |                  |                  |                  |
| 2004             | アルビレックス新潟レディース | 9                | L2               | 15               | 6                | -                | -                |                  |                  |                  |                  |
| 2005             | アルビレックス新潟レディース | 9                | L2               | 15               | 5                | -                | -                | 2                | 0                | 17               | 5                |
| 2006             | アルビレックス新潟レディース | 9                | なでしこ Div.2   | 13               | 10               | -                | -                | 1                | 0                | 14               | 10               |
| 2007             | アルビレックス新潟レディース | 9                | なでしこ Div.1   | 21               | 3                | 1                | 0                | 2                | 0                | 26               | 3                |
| 通算             | 日本                         | 日本             | 1部              | 21               | 3                | 1                | 0                | 2                | 0                | 26               | 3                |
| 通算             | 日本                         | 日本             | 2部              | 43               | 21               | -                | -                |                  |                  |                  |                  |
| 通算             | 日本                         | 日本             | 北信越           |                  | 26               | -                | -                |                  |                  |                  |                  |
| 総通算           | 総通算                       | 総通算           | 総通算           |                  | 50               | 1                | 0                |                  |                  |                  |                  |

## タイトル
- 東京女子体育大学
  - 関東大学女子サッカーリーグ 得点王：2000年、2001年
  - 関東大学女子サッカーリーグ ベストイレブン：2001年
- アルビレックス新潟レディース
  - 北信越女子サッカーリーグ 優勝：2003年
  - 北信越女子サッカーリーグ 得点王：2003年
  - なでしこリーグ2部 優勝：2006年

## 指導歴
- 2008年 - 2011年3月 JAPANサッカーカレッジレディース 監督
- 2008年 - 2011年 JFAナショナルコーチングスタッフ
  - 2008年、2009年3月 JFAナショナルトレセンコーチ (北信越担当)
  - 2009年 なでしこチャレンジプロジェクト コーチ
- 2012年 - 2019年3月 日ノ本学園高等学校 監督
- 2020年 - 2022年6月 ノジマステラ神奈川相模原ドゥーエ 監督 兼 アカデミーダイレクター
- 2022年6月 - 2023年 ちふれASエルフェン埼玉 監督